# Felix Rühl

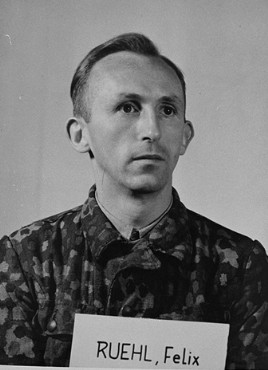
Felix Rühl beim Einsatzgruppen-Prozess

Fritz Gustav Felix Rühl (* 12. August 1910 in Neheim; † 2. Juni 1982 in Leverkusen) war ein deutscher SS-Hauptsturmführer, der im Sonderkommando 10b der Einsatzgruppe D am Mord an den Juden in der durch das Deutsche Reich besetzten Ukraine beteiligt war. Rühl wurde 1948 im Einsatzgruppen-Prozess zu zehn Jahren Haft verurteilt, jedoch 1951 freigelassen.

## Leben
Rühl besuchte das Gymnasium und erhielt 1926 das Abitur. Danach arbeitete er bis 1929 als Handelsgehilfe in Luckenwalde und verbrachte dann ein Jahr in England. Rühl trat zum 1. Dezember 1930 im Alter von 20 Jahren der NSDAP bei (Mitgliedsnummer 408.461). Gleichzeitig zu seinem Parteieintritt wurde Rühl Mitglied der SA. Von Februar 1931 bis September 1933 war Rühl bei einem Gericht in Luckenwalde angestellt. Im September 1932 verließ Rühl die SA und trat umgehend im Oktober 1932 der SS bei (SS-Nummer 51.305). 1933 trat Rühl in den Dienst der Gestapo, 1935 wurde er schließlich Mitarbeiter im Sicherheitsdienst des Reichsführers SS (SD). Rühl war ab 1935 bei der Staatspolizei (Stapo) der Gestapo in Köln tätig und leitete ab 1939 die Spionageabwehr in Prag sowie Brünn. Rühl gehörte wie Lothar Fendler – sein späterer Mitangeklagter im Einsatzgruppen-Prozess – zum Führungsnachwuchs des Sicherheitsdienstes, und nahm nach Auswahl und Empfehlung durch seine Vorgesetzten an Kursen an der Führerschule der Sicherheitspolizei und des Sicherheitsdienstes der SS in Berlin-Charlottenburg teil.
Mitten in diesem Kurs wurde Rühl im Mai 1941 zur Aufstellung der Einsatzgruppen in der Grenzpolizeischule Pretzsch/Elbe abkommandiert, wo er dem Sonderkommando 10b der Einsatzgruppe D unter Leitung von Sturmbannführer Alois Persterer zugeteilt wurde. Diesem Sonderkommando gehörten 85 Mann und sieben Offiziere an, als Hauptsturmführer (entspricht dem Dienstgrad Hauptmann) stand Rühl nach Dienstgrad und Seniorität an vierter Stelle. Rühl nahm mit dem Sonderkommando 10b ab Ende Juni 1941 am Überfall auf die Sowjetunion teil. Er war dort für die Quartiermeisterei (Nachschub und Unterkunft) und für Verwaltungsaufgaben zuständig. Am 30. Juni 1941 traf Rühl mit dem Sonderkommando auf rumänischem Gebiet ein, von wo die Einsatzgruppe D der 11. Armee und dem rumänischen Heer beim Vormarsch folgte. Am 1. Oktober 1941 wurde Rühl abgelöst und kehrte nach Berlin zurück. Zuletzt war Rühl in der Stapostelle Augsburg eingesetzt.
Von 1947 bis 1948 war Rühl einer von 24 Angeklagten im Einsatzgruppen-Prozess, sein Verteidiger war Rechtsanwalt Heinrich Link unter Assistenz von Dr. Kurt Helm. Der Richter war Michael A. Musmanno. Die Anklage unter Leitung von Benjamin Ferencz warf Rühl vor, bei Abwesenheit oder Dienstunfähigkeit des Sonderkommandoführers Alois Persterer, der angeblich stark trank, die Einheit zeitweise geführt zu haben. Dieser Anklagepunkt beruhte auf einer schriftlichen Aussage eines Soldaten des Sonderkommandos. Nach Aussage des Mitangeklagten Heinz Schubert, dass Rühl das Sonderkommando 10b zu keinem Zeitpunkt geführt habe, wurde der entsprechende Anklagepunkt im Urteil als nicht bewiesen zurückgewiesen („beyond a reasonable doubt“). Auch die direkte Teilnahme an den Mordaktionen des Sonderkommandos in Czernowitz nach dem 6. Juli 1941 und in Chotyn Ende Juli 1941 konnten ihm nicht sicher nachgewiesen werden. Am 9. April 1948 wurde Rühl in den ersten beiden Anklagepunkten – (1) Verbrechen gegen die Menschlichkeit, (2) Kriegsverbrechen – angesichts seiner nur dreimonatigen Zugehörigkeit zu den Einsatzgruppen und der nicht nachgewiesenen direkten Befehlsverantwortung für die in dieser Zeit durch seine Einheit verübten Morde freigesprochen, im dritten Anklagepunkt – (3) Mitgliedschaft in einer kriminellen Organisation – jedoch für schuldig befunden und zu zehn Jahren Haft verurteilt.
Im Zuge der intensivierten Diskussion der westdeutschen Wiederbewaffnung nach Ausbruch des Koreakrieges ab Sommer 1950 wandelte Hochkommissar John McCloy am 31. Januar 1951 auf Empfehlung des „Advisory Board on Clemency for War Criminals“ von den 15 Todesurteilen gegen im Kriegsverbrechergefängnis Landsberg Inhaftierte vier in lebenslange Haftstrafen und sechs in Haftstrafen zwischen zehn und fünfundzwanzig Jahren um, während fünf Todesurteile vollstreckt werden sollten. Die Haftstrafen wurden verkürzt. Am 31. Januar 1951 wurde Rühl nach sechs Jahren Haft freigelassen, seine Resthaftzeit wurde ihm erlassen. Rühl lebte anschließend in Leverkusen.